# Géronce de Cervia
Géronce de Cervia (... - Cagli, 504) est le 1er évêque de Cervia, il est vénéré comme saint et martyr par l'Église catholique et l'Église orthodoxe.

## Biographie
Il est évêque de Cervia et participe en 501 au synode romain organisé par le pape Symmaque contre l'antipape Laurent. À son retour, il est mis à mort en 504 sur la Via Flaminia dans des circonstances qui le font considéré comme martyr. D'après la tradition, il est décapité par des adeptes de l'antipape Laurent ou des schismatiques du roi arien Théodoric mais il est plus probable que ce soit des simples brigands. La légende raconte qu'au cours du voyage en 502, les oies ont sauvé la vie de l'évêque, c'est pour cela qu'il est représenté avec une oie blanche. Son corps est enterré au Monte Calleo, où une abbaye portant son nom est érigée, qui selon Ughelli, remonte au VIIIe siècle.